# Maksim Belkov
Maksim Ígorevitx Belkov (Ijevsk, Udmúrtia, 9 de gener de 1985) és un ciclista rus, professional des del 2009. Actualment corre al Team Katusha Alpecin.

## Biografia
En categories sub-23 es proclamà campió de Rússia de contrarellotge el 2006 i campió d'Europa el 2007. El 2009 debutà com a professional a l'equip ISD-Neri. El 2011 fitxà pel Vacansoleil-DCM, de l'UCI World Tour, passant el 2012 al Team Katusha. En el seu palmarès destaca una victòria d'etapa al Giro d'Itàlia de 2013 després d'imposar-se als seus companys d'escapada.

## Palmarès
- 2004
  - 1r al Circuit Internacional de Caneva
- 2006
  -  Campió de Rússia de contrarellotge sub-23
  - 1r al GP Industria e Commercio di San Vendemiano
- 2007
  - Campió d'Europa en contrarellotge sub-23
- 2013
  - Vencedor d'una etapa al Giro d'Itàlia

### Resultats al Giro d'Itàlia
- 2011. 101è de la classificació general
- 2013. Fora de control (18a etapa). Vencedor d'una etapa
- 2014. 90è de la classificació general
- 2015. 102è de la classificació general
- 2016. 116è de la classificació general
- 2017. 125è de la classificació general

### Resultats a la Volta a Espanya
- 2017. 134è de la classificació general

### Resultats al Giro d'Itàlia
- 2018. 127è de la classificació general